# Pleuroxia phillipsiana
Pleuroxia phillipsiana är en snäckart som först beskrevs av George French Angas 1873.  Pleuroxia phillipsiana ingår i släktet Pleuroxia och familjen Camaenidae. Inga underarter finns listade i Catalogue of Life.